# Iproute2
iproute2（アイピールート・ツー）は、ルーティング・ネットワークインタフェース・トンネル・帯域制御・ネットワーク関連のデバイスドライバなど、Linuxカーネルでのネットワークの制御と監視を行うためのユーザ空間ユーティリティのコレクションである。
iproute2は、GNU GPL v2の下で配布されている自由ソフトウェアで、Linuxカーネルのネットワークコンポーネントの開発と密接に関連している。2013年12月現在、iproute2はスティーブン・ヘミンジャーがメンテナンスをしている。最初の開発者であるアレクセイ・クズネツォフは、LinuxカーネルのQoS (Quality of Service) 実装を担当していた。
iproute2にはarpd・bridge・ctstat・dcb・devlink・ip・lnstat・nstat・rdma・routef・routel・rtacct・rtmon・rtstat・ss・tc・tipc・vdpaというコマンドラインユーティリティが含まれている。iproute2のユーティリティはNetlinkを利用してLinuxカーネルと通信をする。
iproute2のユーティリティの中には、同等の機能を提供する古いプログラムから移行することを推奨するものがある。以下はiproute2とnet-toolsの比較表である。
| net-tools | iproute2          | 備考                                   |
| --------- | ----------------- | -------------------------------------- |
| arp       | ip neigh, ip link | ARPテーブルの管理・設定                |
| brctl     | bridge            | ブリッジアドレスとデバイスの処理       |
| ifconfig  | ip addr           | IPアドレスとリンクの設定               |
| ipmaddr   | ip maddr          | マルチキャスト                         |
| iptunnel  | ip tunnel         | トンネル                               |
| mii-tool  | ethtool           | ネットワークインタフェースの状態の表示 |
| nameif    | ifrename          | ネットワークインタフェースの名前の設定 |
| netstat   | ss, ip route      | ネットワークの各種統計情報の表示       |
| route     | ip route          | ルーティングテーブル                   |